# Formule 1 (course aérienne)
Pour les articles homonymes, voir F1 et Formule 1.
La Formule 1 est une catégorie de course aérienne. Les avions utilisent des moteurs de 3 277 cm3 et peuvent atteindre de vitesse de 320 km/h.

## Historique
Les courses aériennes de Formule 1 sont sanctionnées par la Fédération aéronautique internationale. La Formule 1 a été proposée pour la première fois en 1936. La spécification de 190 in3 a été définie en 1946 et la première compétition a eu lieu en 1947. Certains avions des années 1930, comme le Chester Jeep ou le Loose Special, ont été équipés de moteurs plus petits. Avec l'introduction du moteur Continental O-200, la cylindrée maximale a été portée à 200 in3 en 1968. L'aéronef doit avoir une surface d'aile minimum de 66 pieds carrés (6,1 m²) et un poids à vide minimum de 500 livres (226 kg). L'aéronef doit également avoir un train d'atterrissage fixe et une hélice à pas fixe. 
Les coureurs s'affrontent sur un parcours ovale de 5 km.

## Modèles
- Arnold AR-6
- Baker Special
- Cassutt Special
- Chester Jeep
- Condor Shoestring
- Loose Special
- Mustang Aeronautics Midget Mustang
- Rollason Beta
- Seguin Wasabi Special
- Sharp Nemesis
- VSR SR-1 Snoshoo
- Williams W-17 Stinger
- Wittman Bonzo

## Compétitions
- Course aérienne de Reno (depuis 1964)
- Coupe du monde de Formule 1 de course aérienne (depuis 2014)

## Autre catégorie similaire
Depuis la création de la Formule 1, d'autres réglementations sont apparues
- Formule V
- Formule Biplan
- Formule Speed-ULM
- Formule Sport[5]
- Formule Jet